# Ahmed Nasralla
Ahmed Moustafa Khairy Nasralla, más conocido como Ahmed Khairy o Ahmed Nasralla, (El Cairo, 15 de septiembre de 1994) es un jugador de balonmano egipcio que juega de central en el Al Ahly. Es internacional con la selección de balonmano de Egipto.

## Palmarés internacional
| Campeonato Africano  | Campeonato Africano | Campeonato Africano | Campeonato Africano |
| Año                  | Lugar               | Medalla             |                     |
| -------------------- | ------------------- | ------------------- | ------------------- |
| 2022                 | Egipto              | Medalla de oro      |                     |
| 2024                 | Egipto              | Medalla de oro      |                     |
| Juegos Mediterráneos |                     |                     |                     |
| Año                  | Lugar               | Medalla             |                     |
| 2022                 | Orán                | Medalla de plata    |                     |

## Palmarés en clubes

### Dinamo Bucarest
- Liga Națională (1): 2022
- Copa de Rumania de balonmano (1): 2022
- Supercopa de Rumania de balonmano (1): 2022

## Clubes
| Club            | País    | Año         |
| --------------- | ------- | ----------- |
| Al Gazira       | Egipto  | 2013 - 2018 |
| Al Ahly         | Egipto  | 2018 - 2020 |
| Steaua Bucarest | Rumania | 2020 - 2021 |
| Dinamo Bucarest | Rumania | 2021 - 2022 |
| Al Ahly         | Egipto  | 2022 - Act. |